# Bret Hart
Bret Sergeant Hart (* 2. Juli 1957 in Calgary, Alberta), bekannt unter seinem Ringnamen Bret „The Hitman“ Hart, ist ein ehemaliger kanadischer Wrestler und Schauspieler. Er gehört zu den erfolgreichsten und populärsten Wrestlern der 1990er-Jahre. Er stand zwölf Jahre bei WWF unter Vertrag und wurde dort fünf Mal World Heavyweight Champion. Anschließend wechselte er zur WCW. Diesem Wechsel ging der Montreal Screwjob voraus, was als ein weitreichendes Ereignis in der Geschichte des modernen Wrestlings gilt. Hart stammt aus einer traditionsreichen Wrestling-Familie, der etwa sein Vater Stu Hart, sein Bruder Owen Hart sowie seine Schwager Jim Neidhart und The British Bulldog Davey Boy Smith angehörten, mit denen er die Gruppierung The Hart Foundation bildete. Gelegentlich hatte er zudem Gastauftritte in Filmen und Fernsehserien.

## Privatleben
Bret Hart ist der Sohn des ehemaligen Wrestlers Stu Hart und dessen Frau Helen. Er hat sieben Brüder und vier Schwestern. Sechs der Brüder wurden ebenfalls Wrestler, der siebte Wrestling-Ringrichter. Seine Schwestern heirateten alle einen Wrestler, darunter Jim Neidhart und Davey Boy Smith.
1999 starb der jüngste und erfolgreichste seiner Brüder, Owen, durch einen missglückten Stunt bei einer Wrestlingshow der World Wrestling Federation.
Von 1982 bis 2002 war Hart mit Julie Smadu verheiratet, mit der er vier Kinder hat. Ihnen galten die vier Herzen auf seinem Wrestling-Outfit, ebenso die vier Punkte, die er manchmal seiner Unterschrift anfügt.
Am 24. Juni 2002 stürzte Bret Hart beim Fahrradfahren und erlitt schwere Verletzungen im Kopf sowie einen Schlaganfall. Mittlerweile hat er sich von seinem Schlaganfall gut erholt.
Im September 2004 heiratete er die Italienerin Cinzia. Da sie sich aber über Jahre hinweg weigerte, nach Kanada zu ziehen, kam es im September 2007 zur Scheidung. Seit 2010 ist er in dritter Ehe mit Stephanie Washington verheiratet.
2007 stellte Hart seine Autobiografie fertig, die er mit Hilfe von Tonbandaufnahmen, die er seit Beginn seiner Karriere als Tagebuch angelegt hatte, schrieb. Er widmete das Buch seiner Mutter Helen „Tiger Belle“ Hart.
Anfang Februar 2016 gab Hart bekannt, an Prostatakrebs erkrankt zu sein, noch im selben Monat wurde er operiert. Nach der Prostatektomie war er krebsfrei.
Ende Januar 2020 teilte Bret Hart auf seinen Social-Media-Seiten mit, dass ihm in Kürze ein Basalzellkarzinom (eine Form von Hautkrebs) entfernt wird.

## Wrestling-Karriere

### Anfänge
Bret Hart war im Ringerteam seiner Schule und konnte dort seine ersten großen nationalen Erfolge verbuchen. Daneben ließ er sich noch während seiner Schulzeit von seinem Vater und den älteren Brüdern zum Wrestler ausbilden.
Als er das Ringerteam seiner Schule verließ, übernahmen vor allem die Japaner Katsui Adachi, Kazuo Sakurada und Mr. Hito sowie Harley Race die Ausbildung Harts zum Wrestler. Anfänglich wurde er jedoch nur als Ringrichter in der väterlichen STAMPEDE-Promotion eingesetzt.
Nachdem Hart bereits 1976 in Amarillo ein Match gegen Dennis Stamp bestritten hatte, begann seine offizielle Karriere als Wrestler bei Stampede am 1. September 1978 mit einem Disqualifikationssieg gegen Mike York. Bis 1983 konnte er dort diverse Titelerfolge feiern.
Bei Stampede Wrestling bildete er zunächst mit seinem Bruder Bruce ein Tag Team, das anfänglich als Bösewichter dargestellt wurde.
Dazwischen trat er im Herbst 1981 auch bei der deutschen Sektion der CWA bei einem Catchturnier in Hannover an, das von dem ehemaligen Ringer und Wrestler Peter William veranstaltet wurde.

### World Wrestling Federation (1985–1997)

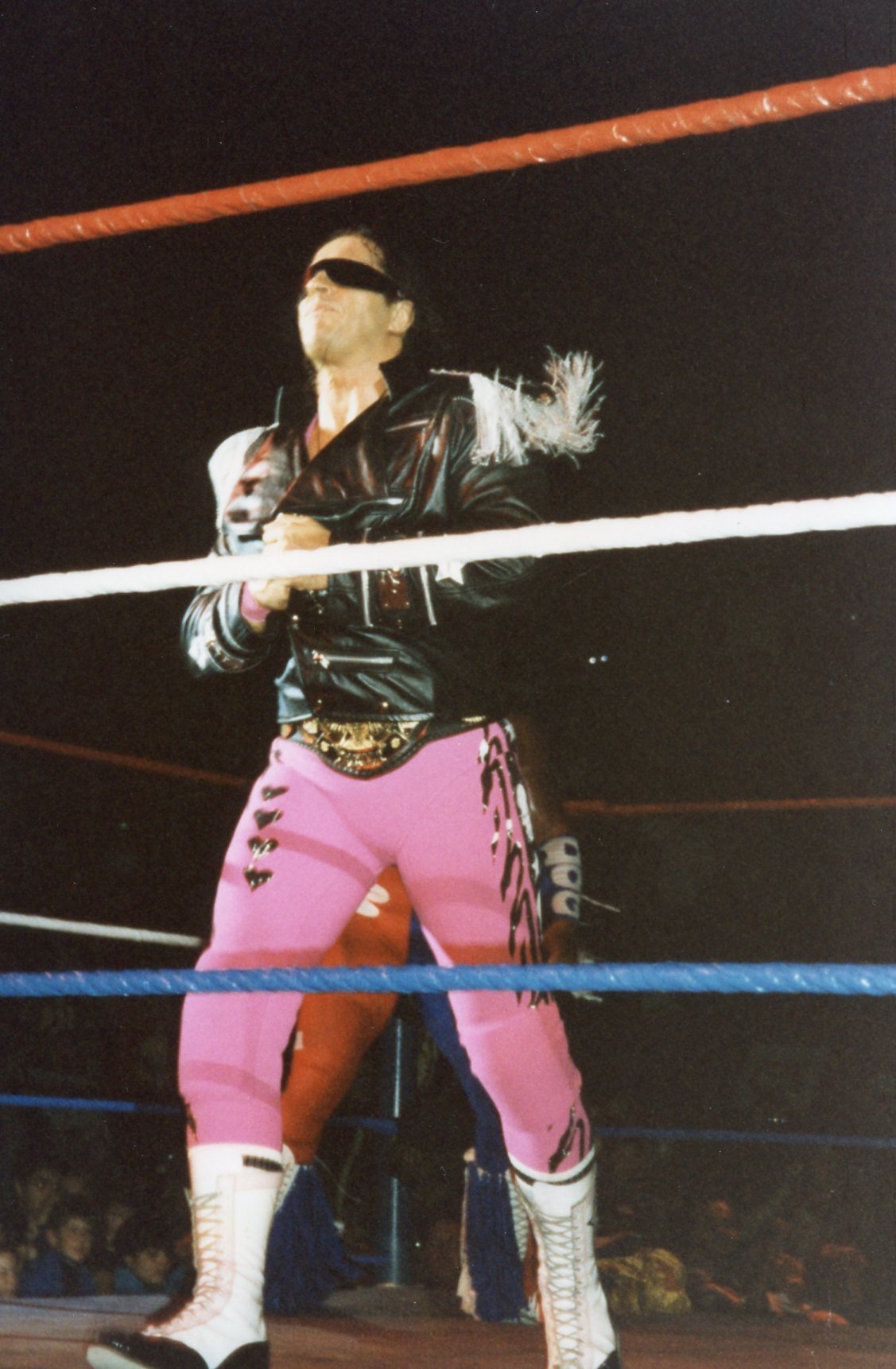
WWF Champion Bret Hart bei einem WWF-Event

1985 wechselte er gemeinsam mit seinem Schwager Jim Neidhart in die damalige WWF. Gemeinsam bildeten sie die Hart Foundation. Dieses war ursprünglich als Heel Team ausgelegt und durfte zweimal die Tag Team-Championtitel halten: 1987 gewonnen von den British Bulldogs und 1990 gewonnen von Demolition. Nach dem Titelverlust bei Wrestlemania VII gegen die Nasty Boys trennten sich die Wege der beiden und die Hart Foundation wurde aufgelöst. Hart trat nun als Einzelwrestler an und durfte bereits ein Vierteljahr später Mr. Perfect den WWF Intercontinental Champion Titel abnehmen.
Mit seiner sympathischen Art (vor dem Match pflegte Hart in der Regel einem Kind seine Sonnenbrille zu schenken) und seinen überragenden technischen Fähigkeiten (der legendäre WWF-Kommentator Gorilla Monsoon gab ihm den Beinamen „Excellence of Execution“) mauserte sich Hart zum Top-Publikumsliebling der Liga und wurde nach Hulk Hogan zum neuen Aushängeschild der WWF. So wurde Bret Hart 1992 dann auch WWF-Champion, als er Ric Flair mit seinem Finishing Move, dem Sharpshooter, zur Aufgabe zwingen konnte.
Gegen Ende des Jahres 1996 begann der Imagewechsel Harts zum Heel („Bösen“) in der WWF, der bei Wrestlemania XIII (1997) im Kampf gegen Stone Cold Steve Austin endgültig vollzogen wurde. So hetzte er in vielen Promos und Interviews vor allem gegen die US-Amerikaner und brachte unverhohlenen kanadischen Nationalstolz zum Ausdruck. Eigenen Aussagen zufolge hat er sich mit dieser Rolle nie richtig abgefunden, führte sie aber aus Pflichtbewusstsein gegenüber der WWF und Vince McMahon weiter aus.
Ende 1997 unterschrieb Hart bei der Konkurrenz-Promotion WCW, weil sich die kriselnde WWF sein Gehalt nicht mehr leisten konnte. Sein letztes Match in der WWF bestritt er gegen Shawn Michaels, dem er vor und hinter der Kamera in realer Antipathie verbunden war. Gemeinsam mit Shawn und Vince McMahon wurde eine doppelte Disqualifikation für das Titelmatch bei der Veranstaltung Survivor Series in Montreal vereinbart, weil der Hitman seinen Titel nicht in seinem Heimatland Kanada bei einer so großen Veranstaltung und erst recht nicht gegen Shawn Michaels verlieren wollte. Doch McMahon hinterging Hart. Dieser Vorfall ging als Montreal Screwjob in die Wrestling-Geschichte ein. Neben Shawn Michaels war auch Ringrichter Earl Hebner, ein zu diesem Zeitpunkt langjähriger Freund der Hartfamilie, eingeweiht. Hinter den Kulissen eskalierte die Situation so weit, dass Bret Hart Vince McMahon wutentbrannt in seiner Umkleidekabine einen Faustschlag auf das linke Auge versetzte.

### World Championship Wrestling (1997–2000)
In der WCW wurde Hart entgegen seinen Erwartungen nicht so gefördert, wie er dies bisher in der WWF gewohnt war. Auch setzte ihm der Tod seines jüngeren Bruders Owen (1999) zu.
Man band Hart zwar eine Zeit lang bei der nWo ein, unter anderem wurden Fehdenprogramme gegen Curt Hennig und Rick Rude aufgebaut, aber letztendlich nicht konsequent durchgeführt. Zudem kam Hart nur sporadisch zu Einsätzen. So kümmerte er sich in Kanada um seine eigene Eishockey-Mannschaft.
Den eigentlichen Karriere-Aufbau sollte Hart erst am Ende seiner WCW-Karriere bekommen, als man ihn in ein Fehdenprogramm mit Bill Goldberg einband. Bei einem Match gegen diesen bei Starrcade 1999 zog er sich durch einen unglücklich ausgeführten Tritt eine schwere Gehirnerschütterung und Nackenverletzung zu, welche in der Folge nicht richtig auskuriert wurden.

### Rücktritt und vereinzelte Auftritte
Nachdem sich sein Zustand durch die Folgen der Gehirnerschütterung verschlechterte, musste Hart seine aktive Karriere beenden.
Anfang August 2005 traf sich Bret Hart im WWE-Hauptquartier in Stamford (Connecticut) mit Vince McMahon und anderen WWE-Offiziellen. Dabei einigte man sich auf die gemeinschaftliche Arbeit an der DVD The Bret Hart Story: The Best There Is, Was, and Ever Will Be, welche vorher unter dem Namen Screwed geplant war und zwei Stunden Material beinhalten sollte, auf welchem Bret Hart unter anderem von Hulk Hogan als „mittelmäßiger Wrestler“ bezeichnet wurde, der zum Teil „ziemlich unprofessionell“ gearbeitet habe. Doch durch das Zusammenkommen beider Parteien ist es eine Dokumentation geworden, die die Karriere des Hitman würdigt und nicht verachtet. Auf der Endfassung der DVD wird natürlich auch auf den Montreal Screwjob eingegangen, jedoch nicht sehr tiefgründig. Vielmehr tut dies die Dokumentation Hitman Hart: Wrestling with Shadows, die kritisch mit der WWF und ihrem Umgang mit Wrestlern am prominenten Beispiel Bret Hart umgeht.
Im März 2006 zog Bret Hart mit einer Meet-&-Greet-Tour durch Deutschland, die durch das deutsche Wrestling-Magazin Power Wrestling veranstaltet wurde. Bret Hart war in Essen, Nürnberg und Berlin dabei.
Am 1. April 2006 wurde Bret Hart zusammen mit anderen ehemaligen Wrestlern in die WWE Hall of Fame aufgenommen, jedoch lehnte er die traditionelle Vorstellung bei Wrestlemania am darauf folgenden Tag ab, da er „zu seinem Wort stehe“, nie wieder bei einer WWE-Veranstaltung aufzutreten. Am 11. Juni 2007 gab es einen kurzen Einspieler von Hart zum RAW Draft Special 2007 und ein paar klare Worte gegen Vince McMahon.
Im November 2009 nahm Bret Hart als Ehrengast der in Irland beheimateten Promotion American Wrestling Rampage an deren Europatour teil. So gab er in mehreren europäischen Städten Autogrammstunden und Promos.

### Rückkehr zur WWE (2010)

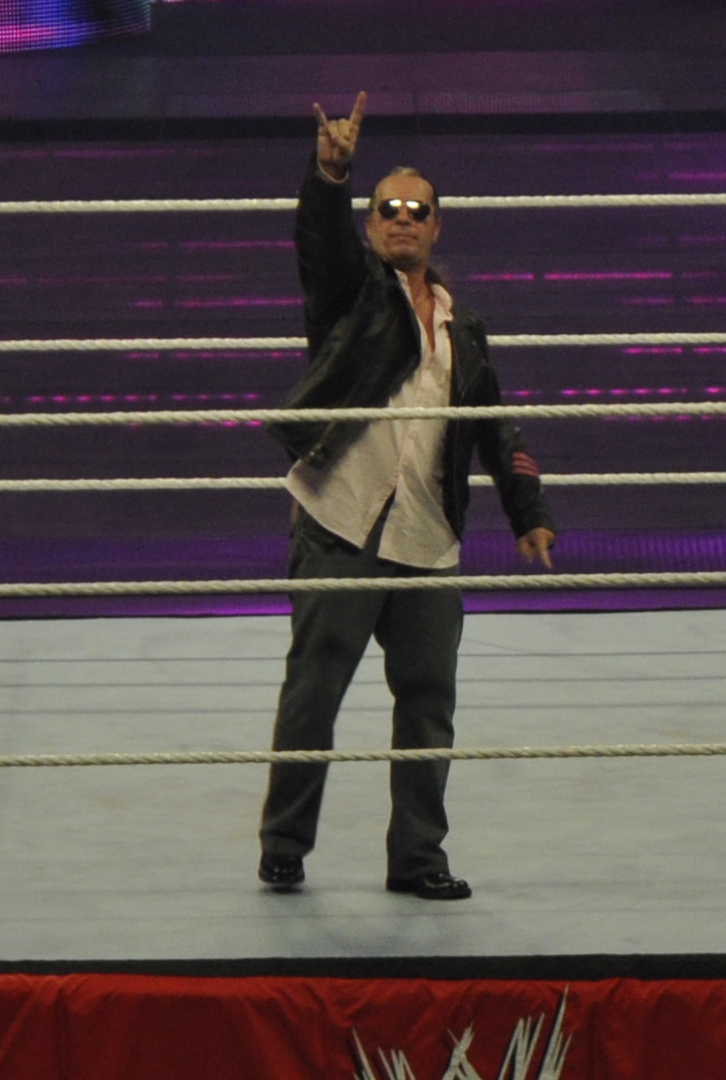
Bret Hart bei einer Raw-Ausgabe im Jahr 2010

Wie World Wrestling Entertainment Ende 2009 offiziell bekannt gab, hatten sich Vincent K. McMahon und Hart für eine Verpflichtung auf noch unbekannte Dauer geeinigt. Aufgrund des Gesundheitszustandes schien eine aktive Beteiligung Harts als Wrestler zunächst ausgeschlossen.
Bret Hart absolvierte am 4. Januar 2010 seinen ersten Auftritt nach über zwölf Jahren bei RAW. Es wurde nun aus dem Montreal Screwjob ein Fehdenprogramm zwischen Vince McMahon und Shawn Michaels auf der einen sowie Hart auf der anderen Seite geschrieben. Nach der offiziellen Versöhnung zwischen Michaels und Bret Hart bei RAW sollte auch eine zwischen Hart und McMahon stattfinden. Doch dieser griff Bret Hart an und so wurde nun ein Fehdenprogramm zwischen Hart und Vince McMahon geschrieben, das seinen Abschluss bei WrestleMania 26 fand und das Hart für sich entscheiden durfte.
Der Montreal Screwjob von 1997 fand am 17. Mai 2010 seinen endgültigen Abschluss, da sich Hart und McMahon im Zuge ihrer Zusammenarbeit ausgesprochen und einen Konsens gefunden hatten. An diesem Tag durfte Bret Hart im kanadischen Toronto den bis dahin amtierenden US-Champion The Miz vor heimischen Publikum besiegen und so zum ersten Mal in seiner Karriere den WWE US-Championtitel erringen.
Eine Woche später, am 24. Mai 2010, ließ Hart im Zuge der neuen Storyline den Titel für vakant erklären, da er nun als General Manager bei RAW eingesetzt wurde. Nach einer neuausgearbeiteten Storyline wurde Hart zwischenzeitlich von ehemaligen NXT-Rookies angegriffen, sodass er am 20. Juni 2010 der Großveranstaltung WWE Fatal 4-Way fernbleiben musste. Damit begann man von Seiten der WWE, Hart aus der aktuellen Storyline zu schreiben, da dieser eigentlich bereits nach seinem Auftritt in Kanada die Zusammenarbeit mit der WWE beenden wollte. Vince McMahon konnte Hart jedoch bewegen, vor den Kameras noch eine Zeitlang als General Manager aufzutreten. Nach dem Ende dieser Tätigkeit absolviert er bei WWE nur noch sporadische Auftritte.
Am 16. Oktober 2010 wurde Hart durch Peter Kelly, den Bürgermeister der kanadischen Stadt Halifax, geehrt. Dieser erklärte dieses Datum zum inoffiziellen Bret-„Hit-Man“-Hart-Tag. In der Urkunde wurden Harts Verdienste und sein Leben für das Wrestling ausgezeichnet.
2025 wurde er als bisher einziger Wrestler zum dritten Mal in die Hall of Fame eingeführt und zwar gemeinsam mit Stonecold Steve Austin und ihrem gemeinsamen Match bei WrestleMania 13. 

### All Elite Wrestling (2019)
Hart trat bei dem Double or Nothing PPV auf, um die AEW World Championship vorzustellen.

## Wrestling-Erfolge
World Wrestling Entertainment

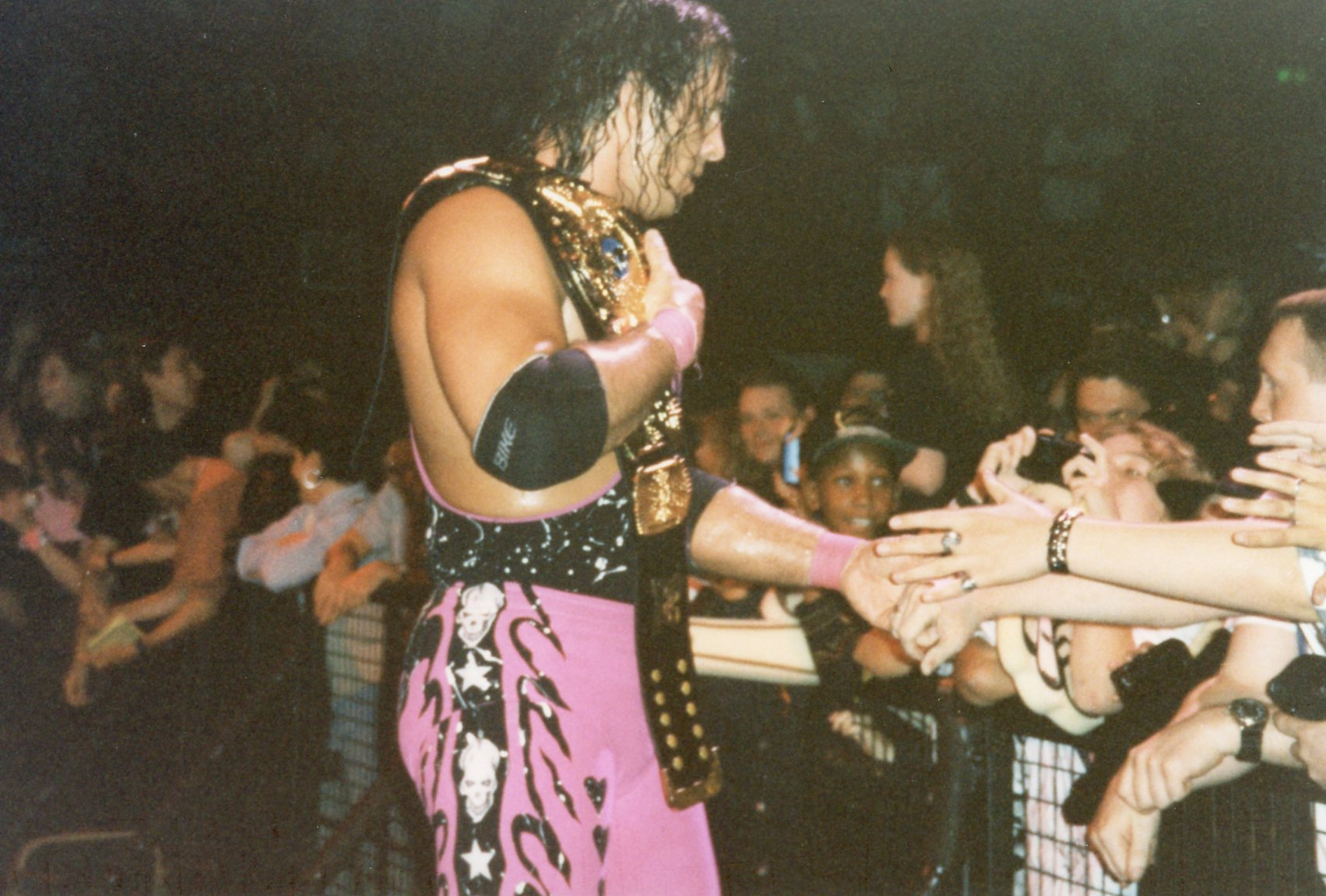
Bret Hart als WWF World Heavyweight Champion

- Hall of Fame (Class of 2006, 2019 als Mitglied der Hart Foundation und 2025 für das Match mit Stonecold Steve Austin)
- WWF World Heavyweight Championship (5 ×)
- WWF Intercontinental Championship (2 ×)
- WWE United States Championship (1 ×)
- WWF World Tag Team Championship (2 × mit Jim Neidhart)
- Royal Rumble Gewinner (mit Lex Luger 1994)
- King of the Ring (1991, 1993)

World Championship Wrestling
- WCW World Heavyweight Championship (2 ×)
- WCW United States Heavyweight Championship (4 ×)
- WCW World Tag Team Championship (1 × mit Bill Goldberg)

Stampede Wrestling
- Stampede Wrestling North American Heavyweight Championship (6 ×)
- Stampede Wrestling British Commonwealth Mid-Heavyweight Championship (2 ×)
- Stampede Wrestling International Tag Team Championship (3 × mit Keith Hart, 1 × mit Jim Neidhart, 1 × mit Leo Burke)

Universal Wrestling Promotions
- UWP Caribbean Tag Team Championship (1 × mit Smith Hart)

## Filmografie
- 1995: Wildes Land – Die Serie (Lonesome Dove: The Series, Fernsehserie, zwei Folgen)
- 1996: Sinbads Abenteuer (The Adventures of Sinbad, Fernsehserie, Folge 1x08)
- 1995–1996: Lonesome Dove: The Outlaw Years (Fernsehserie, vier Folgen)
- 1997: Die Simpsons (The Simpsons, Folge 8x21 – Bret Hart synchronisierte seine Serienfigur selbst)
- 1997: Liebling, ich habe die Kinder geschrumpft (Honey, I Shrunk the Kids: The TV Show, Fernsehserie)
- 2000: Immortal – Der Unsterbliche (The Immortal, Fernsehserie, zwei Folgen)
- 2006: Aladdin: The Magical Family Musical (Fernsehfilm)
- 2014: The Sheik (Dokumentarfilm)
- 2018: The Detour (Fernsehserie, eine Folge)
- 2020: Corner Gas Animated (Fernsehserie, eine Folge, Synchronisation)
- 2020: Trailer Park Boys: Jail Shorts (Fernsehserie, eine Folge)
- 2021: The Demented
- 2022: Stalker